# Giles Kristian

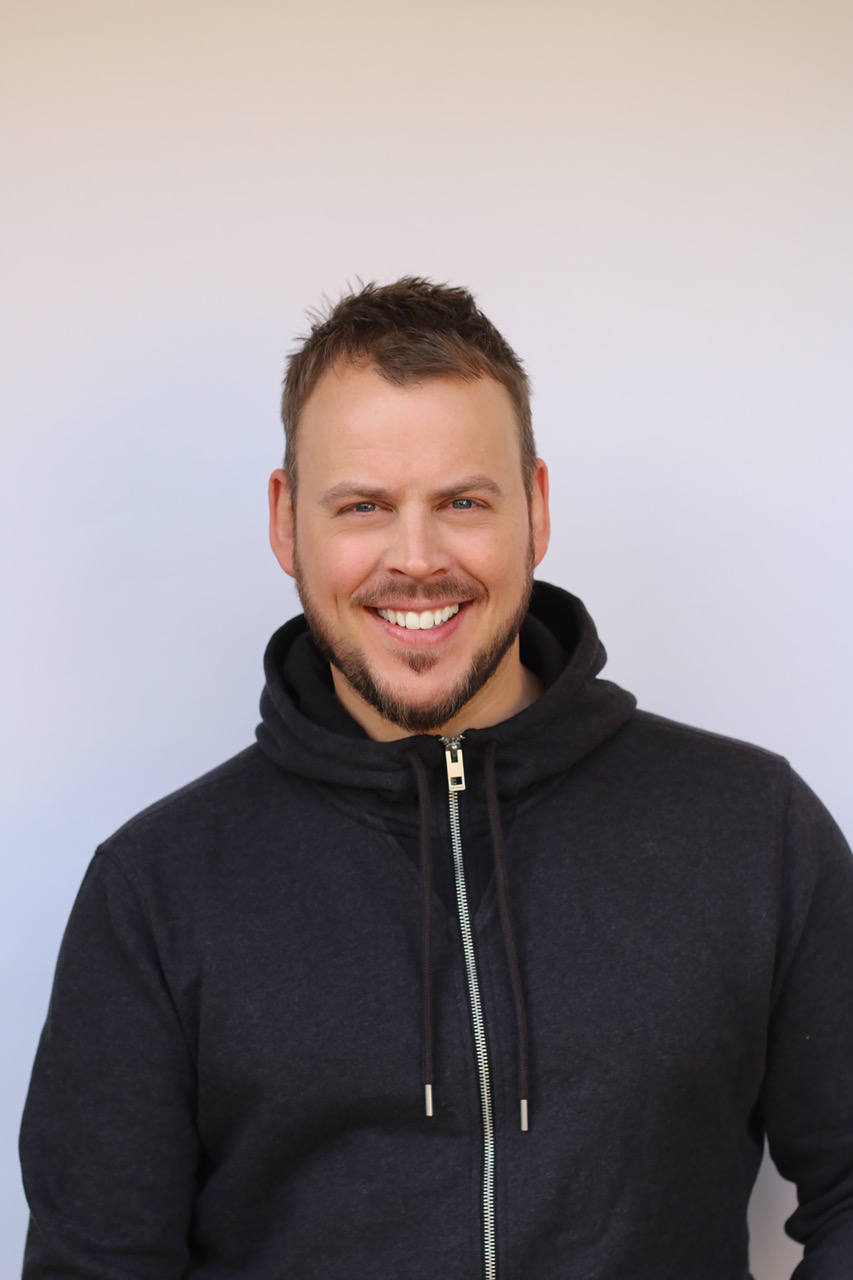

Giles Kristian (nacido en 1975) es novelista, conocido por sus novelas de aventura basadas en el género histórico. Es más conocido por su serie Raven, sobre un hombre, mayor de edad, que está entre una banda de guerreros Vikingos. Su primera novela, el superventas El ojo de Raven, se publicó con gran éxito (incluido un galardón por parte de Bernard Cornwell). Dos novelas más completan la saga Raven, Los Hijos del Trueno y Los lobos de Odín, y a día de hoy los libros se han traducido a cinco lenguas distintas. Actualmente, está escribiendo el segundo libro de una obra basada en la Guerra Civil Inglesa. El primero de los cuales, titulado La Tierra Sangrienta, se publicó en abril de 2012.

## Historia
Giles Kristian nació en Leicestershire de padre inglés y madre noruega. Durante la década de los 90 fue elegido de entre 8000 aspirantes para convertirse en vocalista principal del grupo de pop Upside Down, consiguiendo con ella el hit que llegó al número cuatro del top-20 cantándola en sitios como Royal Albert Hall, N.E.C. y Wembley Arena. Como letrista firmó con la compañía discográfica The M-Company e hizo un tour que duró dos años, lanzando el sencillo I Just Wanna Know en 2001. Ha trabajado como modelo, apareciendo en campañas publicitarias y anuncios de televisión. Ha sido un publicista y ha vivido aproximadamente tres años en Nueva York donde redactó publicidad para una compañía (Empire Design) para una película.

## Obras

### Ravensaga
- 2010 El Ojo de Raven
- 2011 Hijos del trueno
- 2012 Los Lobos de Odín
- 2012 La tierra sangrienta